# Aeropteryx brocki
Aeropteryx brocki är en insektsart som först beskrevs av Manski 1948.  Aeropteryx brocki ingår i släktet Aeropteryx och familjen myrlejonsländor. Inga underarter finns listade i Catalogue of Life.